# 2008 en Birmanie
Cet article présente les faits marquants de l'année 2008 en Birmanie.

## Évènements
- Samedi 9 février 2008 : la dictature militaire annonce un référendum sur une nouvelle constitution en mai et des élections multipartites pour 2010. Le communiqué officiel affirme qu'il s'agit de la première étape d'une « feuille de route vers une démocratie disciplinée », que « l'administration militaire doit se transformer en système administratif démocratique et civil ».

- Mercredi 13 février 2008 : la junte prolonge d'une année l'assignation à résidence de Tin Oo, l'adjoint de Aung San Suu Kyi.

- Jeudi 14 février 2008 : Mahn Sha, le chef de l'Union nationale karen, un des principaux mouvements de rebelles, est assassiné en Thaïlande, tué par balles. Le meurtre pourrait être lié à des conflits internes à l'organisation.

- Jeudi 1er mai 2008] : une campagne sur le web est lancée par une trentaine d'acteurs de Hollywood pour demander la libération de l'opposante Aung San Suu Kyi, prix Nobel de la paix, assignée à résidence à Rangoun, et le rétablissement de la démocratie.

- Vendredi 2 mai 2008 :
  - Le cyclone Nargis, venant du golfe du Bengale, dévaste les régions de Rangoon, d'Irrawaddy, de Pegu, et les États Mon et Karen, faisant plus de dix mille  morts, plus de trois mille disparus et des milliers de blessés. Des centaines de milliers de familles vivant le long des côtes voient leurs villages entièrement détruits par des vents entre 190 et 240 km/h (beaucoup habitaient dans des embarcations ou des maisons de bambou sur pilotis). Dans le delta de l'Irrawaddy, le typhon dévaste les villages pendant douze heures. Rangoon est entièrement sinistrée et éventrée, les toits arrachés et les arbres déracinés.
  - Une mutinerie dans la prison d'Insein se solde par la mort par balles de 36 mutins.
  - Malgré la situation catastrophique, le dictateur Than Shwe décide de maintenir le référendum sur la constitution censé « ouvrir la voie à des élections multipartites », car la date du 10 mai a été jugée très bénéfique par son astrologue.[réf. souhaitée]

- Samedi 3 mai 2008 : le cyclone Nargis disparaît progressivement ; la junte au pouvoir refuse d'ouvrir le pays au organisations humanitaires occidentales.

- Vendredi 9 mai 2008 : le cyclone Nargis (2-3 mai) qui a ravagé le delta de l'Irrawaddy, grenier à riz (4 % de la production mondiale) et une partie du pays, aura de graves conséquences sur les productions agro-alimentaires de la Birmanie : -65 % pour le riz, -80 % pour l'aquaculture, -50 % pour la volaille, -40 % pour le porc, annonce [Qui ?].

- Dimanche 11 mai 2008 : l'ONU fait état de 220 000 disparus et lance un appel de fonds de 187 millions de dollars, alors que la junte militaire ne donne que très peu de signes d'ouverture à l'aide internationale. Les généraux semblent vouloir contrôler sa distribution, pour organiser de fait le pillage de cette aide en faveur de leurs propres troupes.[réf. souhaitée] La pénurie fait flamber les prix, le marché noir se développe et les militaires prélèvent des taxes à chacun des cinquante barrages qu'ils ont établis.

- Mardi 13 mai 2008 :
  - L'ONU fait état de deux millions de sinistrés dont seulement 212 000 ont pu être secourus. Plus de 100 000 personnes auraient péri dès le premier jour du cyclone.
  - Un navire de la marine militaire française, le « Mistral » accompagné de la frégate « Duplex » est en cours de chargement dans le port de Chennai (ex-Madras) de 1 500 tonnes de riz, d'abris, de moustiquaires, de matériel d'épuration d'eau, de médicaments, de lits et de couvertures. De quoi apporter de l'aide d'urgence à 60 000 personnes pendant quinze jours. Le gouvernement birman n'a toujours pas autorisé son accostage dans un de ses ports. Les négociations butent sur les modalités des déchargement et de distribution de l'aide humanitaire.
  - Les ministres chargés du Développement dans les 27 pays de l'UE, réunis dans un Conseil extraordinaire, demandent à la junte qu'elle autorise l'"accès libre" des travailleurs humanitaires aux victimes du cyclone et qu'elle prenne des "mesures urgentes" pour faciliter l'acheminement de l'aide. Le Commissaire européen Louis Michel donne l'alerte sur les risques de choléra en raison du manque d'eau potable et indique que cinq experts européens sont déjà sur place et 15 millions d'euros déjà budgétisés.

- Lundi 10 mai 2008 au vendredi 14 mai 2008 : la junte militaire voulant « museler quiconque est susceptible de défier son autorité avant les élections générales de 2010 », condamne  80 opposants politiques à de lourdes peines de prison, jusqu'à 65 ans[1].

- Jeudi 15 mai 2008 : la junte militaire annonce que la nouvelle Constitution est adoptée par 94,2 % des électeurs lors du référendum du 10 mai. Cette constitution pérennise l'influence des militaires, garantit leur impunité et écarte du pouvoir la chef de l'opposition, Aung San Suu Kyi.

- Vendredi 16 mai 2008 : le nombre de sans-abris serait supérieur à 2,5 millions et leurs difficultés se sont aggravées avec les pluies torrentielles qui se déversent sur le delta de l'Irrawaddy. Le bilan officiel fait état de 77 738 morts et 55 917 disparus. La junte accepte la venue de cent médecins en provenance exclusive des pays voisins et multiplie les contrôles sur les routes. Le dictateur Than Shwe voit dans cette catastrophe la preuve de la compétence de ses astrologues, qui lui avait prédit des heures sombres s'il restait à Rangoun, celle-ci ayant été touchée par le cyclone alors que sa nouvelle capitale Naypyidaw est sauve.

- Dimanche 18 mai 2008 : selon l'ONG Save the children, « des milliers d'enfants pourraient mourir de faim d'ici quinze jours ». Le quotidien officiel New Light of Myanmar publie des articles mettant en avant les efforts et l'efficacité de la junte birmane. Selon le premier ministre Thein Sein : « La phase de secours est terminée. Nous démarrons maintenant la phase de reconstruction ».

- Lundi 19 mai 2008 : le dictateur Than Shwe, suivant l'exemple de la Chine, décrète trois jours de deuil national.

- Jeudi 22 mai 2008 :
  - Alors que l'organisation Human Rights Watch estiment que seulement 25 % des survivants du cyclone ont eu accès à une aide le secrétaire général de l'ONU, Ban Ki-moon, en visite dans le pays, plaide en faveur du déploiement de l'aide internationale. La junte réussit à faire entériner par l'ASEAN l'idée d'une conférence internationale des donateurs pour canaliser l'aide étrangère alors que les affaires de détournements massifs de l'aide se multiplient.
  - Le « Mistral », bateau de la marine nationale française, chargé de 1 000 tonnes de fret pour nourrir 100 000 personnes pendant quinze jours et des tentes pour 60 000 sinistrés, n'a toujours pas reçu d'autorisation d'entrer dans les eaux territoriales birmanes, comme les bateaux américains. Cependant, plusieurs dizaines d'avions civils étrangers ont eu l'autorisation d'atterrir et de décharger leurs cargaisons à Rangoon, mais seuls les personnels soignants chinois, indiens et thaïlandais ont été autorisés à pénétrer dans le pays.

- Dimanche 25 mai, après la visite du secrétaire général de l'ONU, Ban Ki-moon, la junte accepte une petite ouverture du pays, mais n'autorise toujours pas la venue du bateau militaire français, le « Mistral », envoyé par le ministre français des Affaires étrangères, Bernard Kouchner. Finalement, le navire se dirige vers le port de Phuket en Thaïlande pour y être déchargé à partir du 26 mai.

- Jeudi 11 décembre 2008 : selon la Ligue nationale pour la démocratie, 270 opposants, dont la moitié sont des membres de la LND, ont été condamnés ces dernières semaines à de lourdes peines de prison pour avoir participé en août-septembre 2007 à des manifestations anti-junte, et le gouvernement militaire refuse que l'opposante Aung San Suu Kyi, lauréate du prix Nobel de la paix, puisse rencontrer son avocat[2].

- Samedi 13 décembre 2008 : Sandar Win, fille de l'ex-dictateur militaire socialiste Ne Win est désormais libre de son assignation à résidence à laquelle elle était tenue depuis 2002 après avoir été reconnue coupable de « trahison » pour tentative de putsch contre les militaires au pouvoir[3]. Son époux, Aye Zaw Win et ses trois fils condamnés à mort pour le même complot sont toujours incarcérés à la prison d'Insein.